# Bohuslav II. z Rýzmburka
Bohuslav II. z Rýzmburka († 1279/1280) byl český šlechtic z rodu pánů z Rýzmburka, syn Boreše z Rýzmburka.

## Život
Není jisté, zda se v dokumentech z roku 1264 neshoduje se svým bratrem Slavkem. V roce 1278 Bohuslavovi napsal dopis římský král Rudolf I. Habsburský, v němž ocenil zásluhy jeho otce a zároveň mu vyjádřil podporu. Dále se o něm zmiňuje listina pánů z Dubé pro řád německých rytířů z července 1279, na níž Bohuslav svědčil společně s několika reprezentanty míšeňské šlechty. 
Naposledy Bohuslav vystupuje na listině Bedřicha ze Šumburka už jako mrtvý, jeho dříve vlastněný klášter Koruna Panny Marie je na ní svěřen do péče Bedřicha ze Šumburka. Bohuslav zemřel někdy v období mezi červencem 1279 a listopadem 1280.

### Manželství a potomstvo
Bohuslav se oženil s Agátou ze Šumburka, dcerou Bedřicha ze Šumburka, jež pocházela z rodu Šumburků ze saského Plíseňska. S tou zplodil Boreše III. z Rýzmburka, není však vyloučeno, že měl i dceru Kateřinu.